# Opus segmentatum

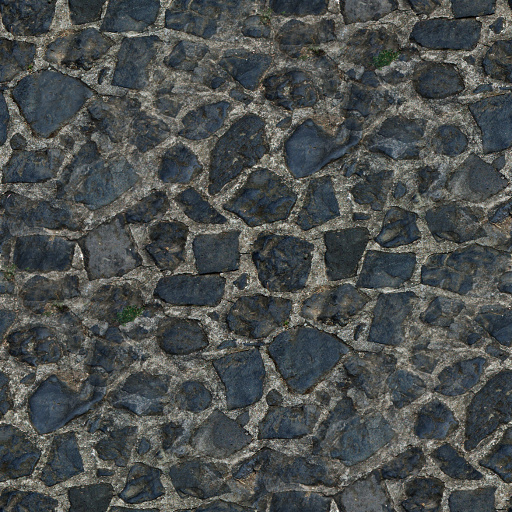
Opus segmentatum

Opus segmentatum "gesegmenteerd werk" is een mozaïekvloer met natuursteenfragmenten in verschillende vormen, afmetingen en kleuren, die zonder enig motief zijn gelegd.
De steenfragmenten hadden een gemiddelde afmeting van 50 mm, waarmee opus segmentatum de grofste variant was van de standaard-mozaïekwerken; opus tessellatum had mozaïeksteentjes van 4 tot 20 mm en bij opus vermiculatum waren de steentjes kleiner dan 4 mm.
De meestal uit marmer of porfier  bestaande steenfragmenten sluiten bij dit type mozaïek vaak minder goed op elkaar aan en er is geen enkele structuur in te ontdekken. In het mozaïek werd soms een emblema gelegd.